# Jakob Brendel
Jakob Brendel (Espira, Alemania, 18 de septiembre de 1907-Núremberg, 13 de febrero de 1964) fue un deportista alemán especialista en lucha grecorromana donde llegó a ser campeón olímpico en Los Ángeles 1932.

## Carrera deportiva
En los Juegos Olímpicos de 1932 celebrados en Los Ángeles ganó la medalla de oro en lucha grecorromana estilo peso gallo, superando al italiano Marcello Nizzola (plata) y al francés Louis François (bronce). Cuatro años después, en las Olimpiadas de Berlín 1936 ganó el bronce en la misma categoría.